# Inola daviesae
Espèce
Inola daviesae est une espèce d'araignées aranéomorphes de la famille des Pisauridae.

## Distribution
Cette espèce est endémique du Queensland en Australie. Elle se rencontre dans les monts McIlwraith.

## Description
La carapace du mâle holotype mesure 4,3 mm de long sur 2,7 mm et l'abdomen 5,9 mm de long sur 1,7 mm et la carapace de la femelle paratype 3,9 mm de long sur 3,4 mm et l'abdomen 6,9 mm de long sur 4,7 mm.

## Étymologie
Cette espèce est nommée en l'honneur de Valerie Todd Davies.

## Publication originale
- Tio & Humphrey, 2010 : Description of a new species of Inola Davies (Araneae: Pisauridae), the male of I. subtilis Davies and notes on their chromosomes. Proceedings of the Linnean Society of New South Wales, vol. 131, p. 37-42.